# 十大建設計劃
《十大建設計劃》（英語：Ten Major Infrastructure Projects），是由時任香港特別行政區行政長官曾蔭權透過《2007至2008年度香港行政長官施政報告》宣佈，香港政府將會於未來數年推動多份基礎建設計劃，當中包括數個鐵路項目、跨境基礎建設、成立西九文化區和建設新發展區等，以改善香港市民的居住環境及促進香港社會具有更高度的可持續發展水平。惟十大基建大部份項目直至2017年，即下任特首梁振英卸任后仍在進行中，多項基建均發生延誤和超支的情況；而至今（2025年）新界東北，洪水橋新發展區，西九文化區及啟德發展項目等均未完成。

## 背景
自香港回歸後經歷數次金融風暴後，香港的基礎建設發展進度大幅度地減少，一度更停滯不前，很多項目一直都停留在草擬階段。2007年更是香港近年來在基礎建設支出上最少的一年。同年7月，決策局轄下成立了發展局，旨在統籌各項重大基礎建設工程。同年10月，曾蔭權發表的《2007至2008年度香港行政長官施政報告》中，提出「十大建設，繁榮經濟」的概念，在其5年任期內（至2012年6月30日）致力推動十大建設工程全面進展。計劃預算耗資逾2,500億港元，全面落成後可以為香港經濟每年創造逾1,000億元的增加值及逾250,000個就業機會。

## 十項工程

### 交通基建

#### （一）南港島綫（東段）

南港島綫路綫圖

南區是香港十八區中唯一一個無鐵路服務的地區，當區居民一直積極爭取港鐵能夠伸延服務至南區。南港島綫分為東、西兩段；東段總長7公里，服務海洋公園、黃竹坑及鴨脷洲，預計造價逾70億港元。東段工程於2011年5月展開，原定於2015年竣工；西段工程則諮詢公眾發展方案，後來於鐵路發展策略2014落實興建。
東段自動工後多次傳出延誤消息，傳媒多次取得港鐵密件揭示工程遇上困難，當中金鐘站擴建大幅落後原訂進度。港鐵最終承認延誤，最後延遲至2016年12月28日通車。

#### （二）沙田至中環綫

沙田至中環綫及觀塘綫延線路綫圖

沙田至中環綫分為兩大部份：大圍至紅磡段及過海段（紅磡至金鐘段）。
整個計劃由沙田區的大圍開始，穿過大老山到達鑽石山，再沿東九龍綫前往啟德發展區、土瓜灣到達紅磡。與東鐵綫交匯後，再經由香港第四條過海鐵路到達香港島的會展，以金鐘為終點站。計劃包括興建6個鐵路站（大圍至紅磡段：顯徑、啟德、宋皇臺、土瓜灣、何文田；過海段：會展）、重置紅磡站及擴建鑽石山站與金鐘站。按計劃，沙田至中環綫工程原訂在2010年展開，後延遲至2012年6月展開，大圍至紅磡段及過海段分別預計於2018年及2020年竣工。惟因多項因素，包括2014年宋皇臺站一帶發現考古遺跡，需時挖掘及搶救，以及2018年爆出偷工減料醜聞，所以分別延遲至2020年2月14日，2021年6月27日及2022年5月15日通車。
最終沙中線需要分階段通車。2020年2月14日，大圍至啟德一段通車，與馬鞍山綫合併成為屯馬綫一期，而啟德至紅磡一段於2021年6月27日通車，與屯馬綫一期及西鐵綫合併成為完整的屯馬綫，紅磡至金鐘一段東鐵綫於2022年5月15日通車。

#### （三）屯門西繞道及屯門至赤鱲角連接路
屯門西繞道為連接港深西部公路及屯門至赤鱲角連接路的道路，經過新界屯門的西部。屯門至赤鱲角連接路是連接屯門及赤鱲角香港國際機場及港珠澳大橋香港口岸的快速公路。這兩個項目能提供一條直接的通道連接深圳灣口岸（2007年啟用）、新界西北地區和機場，可使物流業受惠。
在原計劃裏，兩項目合共造價超過200億元，並可在2016年竣工。现時，屯門西繞道已被其代替方案屯門繞道取代，惟仍然處於籌劃階段；屯門至赤鱲角連接路南面則已在2018年10月24日通車，北面於2020年12月27日通車。由於屯門繞道及屯門至赤鱲角連接路未能同步通車，現時屯門西龍門路，龍富路一帶出現了交通擠塞問題。

### 跨界基建

#### （四）廣深港高速鐵路香港段

廣深港高速鐵路路綫圖

廣深港高速鐵路香港段將香港與廣東省廣州、東莞及深圳連接，香港段工程於2010年1月27日展開，預計於2015年通車；及後因工程延誤，延至2018年9月23日通車。

#### （五）港珠澳大橋
2009年10月28日，中國國務院通過港珠澳大橋可行性報告，大橋於2009年年底正式動工。港珠澳大橋全長約39.6公里，大桥主体，即海中桥隧工程長35.578公里。按照六條車道高速公路標準建設，設計行車速度每小時100公里，三方口岸採用「三地三檢」原則。通車後，由香港開車至廣東省珠海及澳門，將從4至5個小時縮短到約45分鐘，有助吸引香港投資者及货运到珠江三角洲西岸投資，促進港、珠、澳三地的旅遊業和物流業。香港段於2011年11月動工，於2018年10月24日連同整條港珠澳大橋同步通車。

#### （六）港深機場合作
在施政報告計劃中，港府認為深圳機場處理的國內航班遠較香港機場多，因此為了促成兩者充分互補，締造雙贏局面，提出港深機場鐵路計劃，旅客在香港或者深圳機場預辦登機手續後，可以在機場特設的休息室等候跨境旅遊車，前往中轉機場轉乘飛機。港深機場鐵路預計於2020年至2030年年間通車。然而，後來的鐵路發展策略2014否決興建。

#### （七）港深共同開發河套
落馬洲河套地區是香港鄰近深圳市邊界的一個區域，位於皇崗口岸與落馬洲口岸之間，面積約99公頃。施政報告建議與深圳當局攜手合作，善用落馬洲河套區的土地資源應付日後發展需要，從而鞏固兩地在泛珠三角地區的策略性地位。土地原來屬深圳市範圍。落馬洲河套區部分設施預計於2020年起運作。

### 都市新發展區

#### （八）西九文化區
西九文化區計劃即在西九龍填海區臨海地段興建一系列世界級文化設施，希望藉此推動香港文化、藝術和創意產業的長遠發展，提高香港文化水準與在世界上的地位。計劃工程於2013年開始分階段施展工程，預計第一階段建設於2020年或者以前竣工，第二階段建設於2030年或者以前竣工。

#### （九）啟德發展計劃
啟德發展計劃是在前啟德機場進行的大型市區發展計劃。經過多年的研究及討論，計劃包括興建大型體育場館、都會公園、郵輪碼頭及旅遊中心等核心建築項目，並且有多項住宅及商業發展，與馬頭圍、九龍城、新蒲崗、九龍灣及觀塘等地整合為一個綜合發展區。計劃工程預計於2009年啟動，項目分為2013年、2016年及2022年三期落成。區內至今有部分重要基建均未完成，例如區域製冷系統及T2幹路；而部分已籌劃的基建計劃更因財務等問題再三更改及延誤；例如早在2009年開始籌劃的環保連接系統，經再三研究後曾一度擱置；至今其修訂方案綠色集運系統仍建造無期。這些基建的延誤嚴重影響了發展計劃的經濟成效，例如啟德郵輪碼頭就長期因交通配套欠缺而引人詬病。

#### （十）新發展區
為紓緩已發展地區的壓力和應付土地需求，施政報告提出恢復進行古洞北、粉嶺北、坪輋／打鼓嶺新市鎮及洪水橋新市鎮規劃研究，以應付長遠的房屋、社會、經濟及環境需要。項目仍在发展中，並计劃讓首批居民於2024年遷入新發展區。本研究以建設新發展區成為一個可持續發展、環境保護、具高能源效益、以人為本及無障礙的社區為目標。

### 其他香港大型發展規劃
- 香港機場核心計劃（由前港英政府於1989年發表）
- 香港國際機場2030規劃大綱（由香港機場管理局於2011年發表）
- 東大嶼都會（由梁振英於《2014年度香港行政長官施政報告》中發表）
- 明日大嶼願景（由林鄭月娥於《2018年度香港行政長官施政報告》中發表）